# Semiophora
Semiophora là một chi bướm đêm thuộc họ Noctuidae.